# Вальверде-дель-Фресно
Вальверде-дель-Фресно (ісп. Valverde del Fresno. фала., трансліт. Valverdi du Fresnu) — муніципалітет в Іспанії, у складі автономної спільноти Естремадура, у провінції Касерес. Населення — 2162 особа (2022).
Є чіткі сліди стародавніх поселенців по всій величезній муніципальній території: від «Vieirus» (старі римські золоті копальні, розкопані під відкритим небом, слідуючи мінеральній жилі на кілометри) до залишків середньовічних поселень, таких як «Salvaleón» (дуже добре задокументовано). ) або "El Torreón". Безліч антропоморфних гробниць, імовірно середньовічних, датування яких є предметом багатьох суперечок, розкидано по всій Сьєррі.
Фала, романська мова галісійсько-португальської підгрупи, якою розмовляють у муніципалітетах Сан-Мартін-де-Тревехо, Ельяс і Вальверде-дель-Фресно, 6 березня 2001 року була оголошена культурним об’єктом.
Заснування цього муніципального сягає доримських часів.

## Географія
Муніципалітет розташований на португальсько-іспанському кордоні.
Муніципалітет розташований на відстані близько 270 км на захід від Мадрида, 95 км на північний захід від Касереса.

## Демографія
Динаміка населення (INE ):

## Галерея зображень

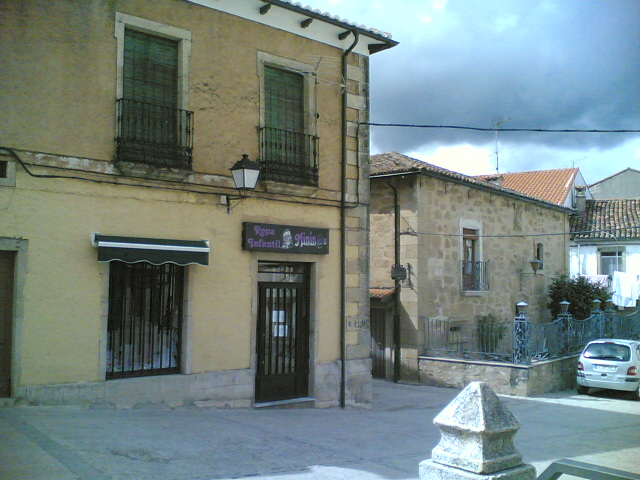
Вальверде-дель-Фресно, будинки